# Alain Thinet
Alain Thinet (Montbrison, 15 novembre 1953) è un ex cestista e allenatore di pallacanestro francese.

## Palmarès

### Giocatore
- NM3: 1

Montbrison: 1972-1973

### Allenatore

#### Squadra
- Pro B: 1

Bourg-en-Bresse: 1999-2000
- NM2: 1

Saint-Chamond: 2011-2012
- NM1: 1

Saint-Chamond: 2014-2015

#### Individuale
- Miglior allenatore della LNB Pro A: 1

Roanne: 1991-92
- Miglior allenatore della LNB Pro B: 1

Saint-Chamond: 2021-2022